# Sambrial
Sambrial é uma cidade do Paquistão localizada na província de Punjab.